# ヤマハ・ミュージック・クエスト
ヤマハ・ミュージック・クエスト（Yamaha Music Quest）は、かつてヤマハ音楽振興会の主催で行われていたポップス、ロック主体のアマチュア・ミュージシャンの音楽コンテスト。現在はヤマハ独自で歌手、ミュージシャンを発掘するオーディションシステムの総称である。MQの略称でも呼ばれる。

## 概要
音楽ジャンルや演奏形態にとらわれないアマチュア・ミュージシャンのためのショーケースとして、1992年から1996年まで、全5回開催された。世界大会が3回行われ、会場は『ヤマハポピュラーソングコンテスト』と同じくヤマハリゾートつま恋内のエキシビションホールであった。1995年からは日本大会もつま恋で行われるようになっている。この模様はNHK衛星第2テレビジョンと、ニッポン放送のラジオ番組（『ぽっぷん王国ミュージックスタジアム』）中で放送も行われていた。
従来の音楽コンテストにはなかった「ディレクティングシステム」を導入し、コンテスト本番に至るまでの過程において参加者への音楽支援という側面を強化した。
1997年よりコンテストはなくなり、アマチュア・ミュージシャンを育成するオーディション形式に移行している。

## 沿革
- 1992年9月13日 - 第1回日本大会を東京・新宿の全労済ホールスペース・ゼロで開催。以後日本大会は1994年まで毎年9月に開催。
- 1992年10月11日 - 第1回世界大会をヤマハリゾートつま恋内エキシビションホールで開催。以後世界大会は1994年まで毎年10月に開催。
- 1995年 - この年から世界大会がなくなる。同年10月8日行われた第4回日本大会より、会場がヤマハリゾートつま恋となる。
- 1996年10月10日 - この日行われた第5回大会を最後にコンテストとしては終了。翌1997年からヤマハ音楽振興会内のオーディション形式に移行。
- 1998年5月8日 - 音楽イベント『'98 GRAND SHOWCASE』を東京都渋谷区のCLUB QUATTROで開催。

## 主な出身歌手

### コンテスト ('92 - '96) 出身
- 東野純直 （第1回日本大会グランプリ、第1回世界大会審査員特別賞）
- 早川美和 （第1回日本大会・第1回世界大会Wグランプリ）
- 宇井かおり （第1回日本大会金賞）
- CHASE （千綿ヒデノリのユニット、第2回日本大会・第2回世界大会Wグランプリ）
- 松倉佐織 （第2回日本大会金賞）
- 鵜島仁文 （第2回日本大会出場）
- 黒田有紀 （第3回日本大会金賞）
- the OYSTARS （第3回日本大会レコードメーカー協賛社賞、第4回日本大会グランプリ）
- The LOVE （第3回日本大会レコードメーカー協賛社賞、第4回日本大会優秀賞）
- 谷口崇 （第4回日本大会優秀賞、第5回日本大会グランプリ）
- Jungle Smile （第4回日本大会優秀賞）
- Still Small Voice （第4回日本大会レコードメーカー協賛社賞、審査員特別賞）
- aiko （第5回日本大会優秀賞）
- 椎名林檎 （第5回日本大会優秀賞）

### オーディション ('97以降) 出身
- 中村中
- SHOWTA.

## コンテスト時代の司会者
- 黒田アーサー
- 小田静枝
- うじきつよし
- 早見優
- 円広志
- 松浦このみ